# حوت بابيا
حوت بابيا (الاسم العلمي: †Babiacetus) هو جنس من الثدييات المنقرضة يتبع فصيلة الحيتان الأولية من رتبة مزدوجات الأصابع.